# Antonio Cerdà i Lloscos
Pour l’article homonyme, voir Cerda (homonymie).
Antonio Cerdà i Lloscos, dit le cardinal de Messine et le cardinal de Lérida (né en 1390 à Santa Margalida, à Majorque, Espagne) et mort le 12 septembre 1459 à Rome) est un cardinal espagnol du XVe siècle. Il est membre de l'ordre des trinitaires.

## Biographie
Antonio Cerdà i Lloscos étudie à l'université de Lérida et est chanoine à Majorque et est professeur à l'université de Lérida. Il est procurateur général de son ordre à la curie romaine et auditeur à la rote romaine. Il ne participe pas au concile de Bâle. Il est nommé archevêque de Messine en 1447.
Le pape Nicolas V le crée cardinal lors du consistoire du 16 février 1448. 
Le cardinal Cerdà i Lloscos est nommé évêque de Lérida en 1449. En 1455, il est nommé administrateur de Ravenne et en 1456 camerlingue du Sacré Collège. Il est aussi légat apostolique dans les Marches et intervient dans les négociations entre Florence et le roi Alphonse V d'Aragon.
Le cardinal Cerdà i Lloscos participe au conclave de 1455, lors duquel Calixte III est élu et au conclave de 1458 (élection de Pie II). Il est l'auteur de De educatione principum.